# هربرت إيفانز (سياسي)
هربرت إيفانز (بالإنجليزية: Herbert Evans)‏ هو سياسي بريطاني (وحمل سابقاً جنسية المملكة المتحدة لبريطانيا العظمى وأيرلندا)، ولد في 1868، وتوفي في 7 أكتوبر 1931. حزبياً، نشط في حزب العمال. في 1931 Gateshead by-election ‏، انتخب عضو برلمان المملكة المتحدة الـ35 عن دائرة Gateshead ‏ (8 يونيو 1931 – 7 أكتوبر 1931).